# Chiesa di San Costantino (Ollastra)
La chiesa di San Costantino è una chiesa campestre situata in territorio di Ollastra, centro abitato della Sardegna centrale. Consacrata al culto cattolico, fa parte della parrocchia di San Sebastiano, arcidiocesi di Oristano.
L'edificio è ubicato su una piccola collina a breve distanza dal paese. Presenta un'aula mononavata a pianta rettangolare con copertura a capanna con assi in legno. Per la sua costruzione sono stati utilizzati i ruderi della vicina chiesa di Santa Vittoria.

## Altri progetti

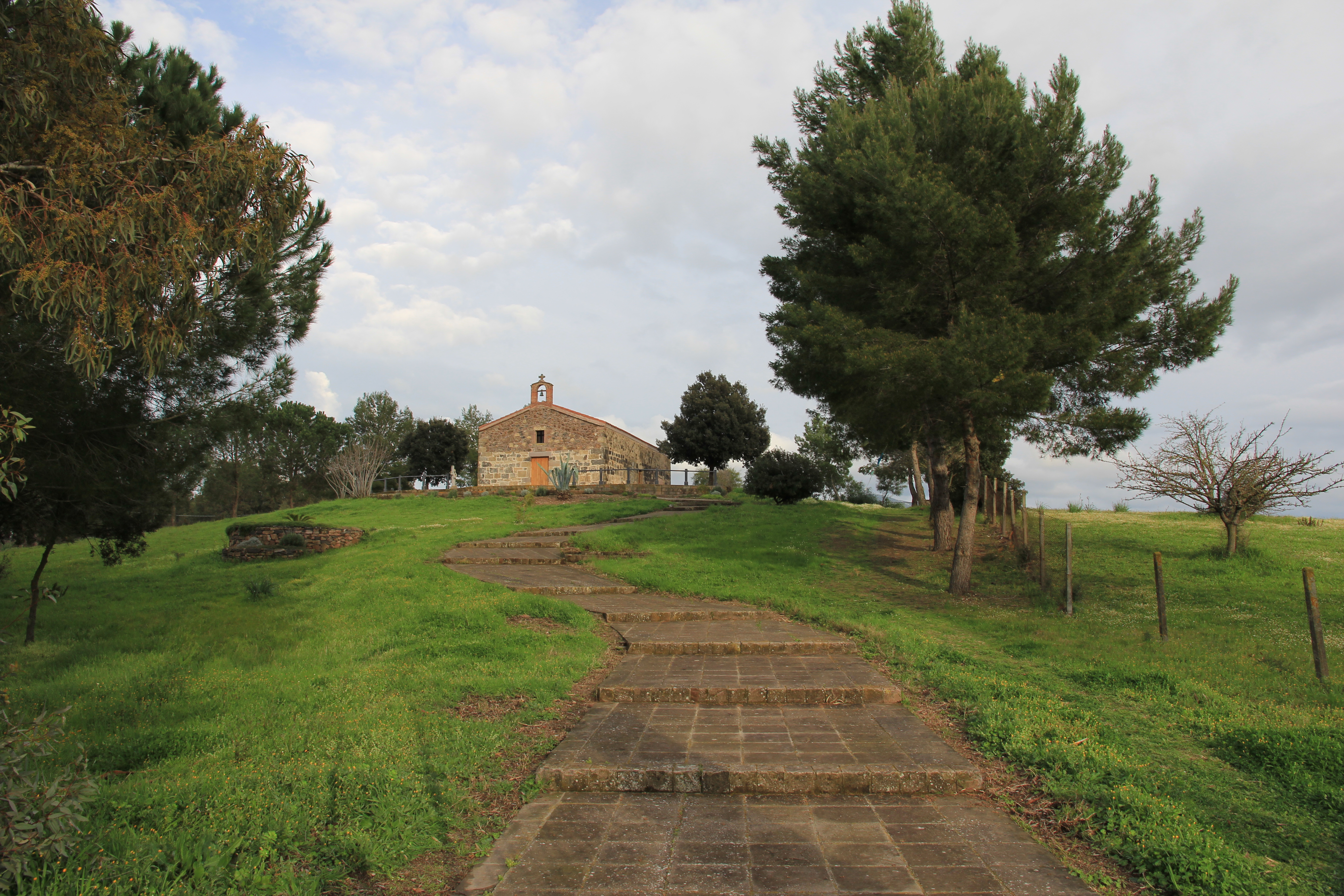